# Skandal um Patsy
Skandal um Patsy (Originaltitel: Scandal at Scourie) ist ein US-amerikanisches Filmdrama von Jean Negulesco aus dem Jahr 1953 mit Greer Garson und Walter Pidgeon. Das Drehbuch basiert auf der Geschichte Good Boy von Mary McSherry.

## Handlung
Das katholische Waisenmädchen Patsy wächst in einem Heim im kanadischen Québec auf. Nachdem durch Patsys Schuld ein Feuer das Waisenhaus vernichtet hat, reisen Schwester Josephine und Vater Reilly mit den verwaisten Kindern durch das Land, in der Hoffnung, sie bei liebevollen Adoptiveltern unterbringen zu können. Bei einem Halt in Scourie, Ontario, lernt Patsy die kinderlose Protestantin Victoria McChesney kennen. Diese ist umgehend von dem Mädchen angetan. Als sie Patsy ihrem Mann Patrick, dem Bürgermeister von Scourie, vorstellt, sträubt sich dieser gegen die Idee, ein katholisches Kind zu adoptieren. Da er für ein wichtiges politisches Amt im Parlament von Ottawa kandidiert, befürchtet er negative Schlagzeilen. Nachdem er dennoch eingewilligt hat, Patsy zu adoptieren, nutzt sein politischer Gegner, der Journalist B. G. Belney, die Gelegenheit, zu behaupten, dass sich Patrick von der Adoption Vorteile für seinen Wahlkampf verspreche. In der Folge gerät Patricks Politkarriere ins Straucheln und die Einwohner der Stadt boykottieren seinen Laden.
Als die örtliche Schule abbrennt und die Feuerwehr Brandstiftung ermittelt, fällt der Verdacht auf Patsy. Aufgrund des geschäftlichen und politischen Drucks verkündet Victoria, dass sie und ihr Mann bereits beschlossen hätten, Patsy erneut den kirchlichen Behörden zu übergeben. Doch zu Victorias Überraschung setzt sich ihr Mann für Patsy ein und erklärt, dass er seine Kandidatur zurückziehen werde. Als die McChesneys nach Hause zurückkehren, müssen sie jedoch feststellen, dass Patsy verschwunden ist. Das Mädchen hatte mitbekommen, dass sie wieder ins Heim zurückmüsse, und war tieftraurig weggelaufen. Während eine Suchmannschaft in einem heftigen Sturm nach Patsy sucht, stellt sich heraus, dass nicht sie, sondern ein anderer Schüler am Schulbrand schuld war. Als die McChesneys Patsy wiederfinden und ihr versichern, dass sie für sie sorgen werden, kehren sie gemeinsam nach Scourie zurück.

## Hintergrund
Mit Skandal um Patsy brachte MGM Greer Garson und Walter Pidgeon ein achtes und zugleich letztes Mal gemeinsam vor die Kamera. Wie bereits ihr erster gemeinsamer Film, Blüten im Staub (1941), handelt die Geschichte, die erstmals in dem US-amerikanischen Magazin Good Housekeeping veröffentlicht wurde, von Waisenkindern und den Vorurteilen gegen sie. Gedreht wurde vom 14. Juli bis Mitte August 1952 in Kanada. Regisseur Jean Negulesco wurde für den Film von 20th Century Fox an MGM ausgeliehen.
Skandal um Patsy wurde am 17. Mai 1953 in den Vereinigten Staaten uraufgeführt. Im Gegensatz zu Garsons und Pidgeons großen Leinwanderfolgen, darunter Mrs. Miniver (1942), Madame Curie (1943) und Tagebuch einer Frau (1944), konnte Skandal um Patsy weder die Kritiker, noch das Publikum überzeugen. Das Budget war zwar mit 1.148.000 Dollar für 1953 verhältnismäßig niedrig, der Film machte dennoch einen Verlust von 333.000 Dollar an den US-amerikanischen Kinokassen. In Deutschland wurde der Film erstmals am 2. Mai 1995 von der ARD im Fernsehen gezeigt.

## Kritiken
Bosley Crowther von der New York Times meinte, dass Skandal um Patsy wie „andere Filme von Garson und Pidgeon, in denen idealistischen Ideen Vorschub geleistet wird“, zu sehr mit „romantischen Idealen und Verklärungen“ versehen sei. Garsons „unfehlbare Integrität“ sei sowohl „herrlich“ als auch „unwirklich“. Pidgeons „vornehme Zurückhaltung“ wiederum sei „so adrett wie die Kleidung, die er trägt“. Laut Variety handle es sich um „eine liebenswürdige Geschichte“. Regisseur Jean Negulesco habe „das Beste aus dem Drehbuch“ herausgeholt.
Craig Butler vom All Movie Guide zufolge versuche der Film zweifelsohne „die Herzen zu berühren“, sodass „einige seiner emotionalen Momente forciert und manipulativ wirken“. Dennoch sei offensichtlich, „dass die Macher mit ihrem Herzen bei der Arbeit waren“. Hauptdarstellerin Greer Garson könne eine solche Rolle „natürlich im Schlaf spielen“ und verleihe ihrer Figur „Leichtigkeit und Feingefühl“. Walter Pidgeon habe „seinen Part genauso gut gehandhabt“. Auch „die übliche Chemie der beiden Stars“ sei vorhanden.
Für das Lexikon des internationalen Films war der Film „[e]in zurückhaltender, rührseliger Versuch, Konflikte zwischen Protestantismus und Katholizismus zu behandeln“. Cinema bezeichnete den Film rückblickend als „[ü]berholt“. Für den Filmkritiker Leonard Maltin war Skandal um Patsy ein „lauwarmer Garson-und-Pidgeon-Film“.

## Deutsche Fassung
| Rolle                | Darsteller     | Synchronsprecher |
| -------------------- | -------------- | ---------------- |
| Victoria McChesney   | Greer Garson   | Viktoria Brams   |
| Patrick J. McChesney | Walter Pidgeon | Christian Rode   |
| B. G. Belney         | Philip Ober    | Klaus Kindler    |
| Mrs. O’Russell       | Ivis Goulding  | Ruth Küllenberg  |